# Rumania en los Juegos Olímpicos de Sídney 2000
Rumania estuvo representada en los Juegos Olímpicos de Sídney 2000 por un total de 145 deportistas que compitieron en 16 deportes.  
La portadora de la bandera en la ceremonia de apertura fue la remera Elisabeta Oleniuc-Lipă.

## Medallistas
El equipo olímpico rumano obtuvo las siguientes medallas:
| Nombre | Deporte            | Competición                    |
| --- | ------------------ | ------------------------------ |
| Oro |                    |                                |
| Gabriela Szabo | Atletismo          | 5000 m F                       |
| Mihai Covaliu | Esgrima            | Sable ind. M                   |
| Marius Urzică | Gimnasia artística | Caballo con arcos M            |
| Simona Amânar | Gimnasia artística | Concurso completo ind. F       |
| Simona Amânar Loredana Boboc Andreea Isărescu Maria Olaru Claudia Presăcan Andreea Răducan                                                              | Gimnasia artística | Concurso completo por eqs. F   |
| Diana Mocanu | Natación           | 100 m espalda F                |
| Diana Mocanu | Natación           | 200 m espalda F                |
| Florin Popescu Mitică Pricop | Piragüismo         | C2 1000 m M                    |
| Georgeta Damian Doina Ignat | Remo               | Dos sin timonel (W2-) F        |
| Angela Alupei Constanța Burcică | Remo               | Doble scull ligero (LW2x) F    |
| Georgeta Damian Viorica Susanu Ioana Olteanu Veronica Cogeanu Maria Magdalena Dumitrache Elisabeta Lipă Liliana Gafencu Doina Ignat Elena Georgescu (t) | Remo               | Ocho con timonel (W8+) F       |
| Plata |                    |                                |
| Violeta Szekely | Atletismo          | 1500 m F                       |
| Lidia Șimon | Atletismo          | Maratón F                      |
| Marian Simion | Boxeo              | Medio ligero (71 kg) M         |
| Maria Olaru | Gimnasia artística | Concurso completo ind. F       |
| Andreea Răducan | Gimnasia artística | Salto de potro F               |
| Beatrice Căslaru | Natación           | 200 m estilos F                |
| Bronce |                    |                                |
| Gabriela Szabo | Atletismo          | 1500 m F                       |
| Oana Pantelimon | Atletismo          | Salto de altura F              |
| Dorel Simion | Boxeo              | Wélter (69 kg) M               |
| Simona Amânar | Gimnasia artística | Suelo F                        |
| Simona Richter | Judo               | –78 kg F                       |
| Beatrice Căslaru | Natación           | 400 m estilos F                |
| Florin Popescu Mitică Pricop | Piragüismo         | C2 500 m M                     |
| Raluca Ioniță Mariana Limbău Elena Radu Sanda Toma | Piragüismo         | K4 500 m F                     |
| Iulian Raicea | Tiro               | Pistola rápida de fuego 25 m M |